# 中国社会党
中国社会党（ちゅうごくしゃかいとう）は、中華民国初期の公開政党。中華民国成立直後に結成された。
江亢虎が清宣統3年（1911年）6月15日に上海で結成した社会主義同志会を前身とする。中華民国成立とともに公開政党として改組され、名も「中国社会党」と改めた。
政綱としては、(1) 共和への賛同、(2) 各界との融和、(3) 法律の改良と個人の尊重、(4) 世襲財産制度の廃止、(5) 公共機関の組織と平民教育の普及、(6) 直接的に利益を生む事業の振興と労働の奨励、(7) 地税のみを課し、他の税は一切廃止、(8) 軍備を制限し、軍備以外の競争を重視、という8条を掲げた。
成立してまもなく、フランス留学から帰国した張継が加入し、江亢虎らは張を指導者として擁立した。なお、孫文（孫中山）についても党外領袖とみなしていた。江の回想によれば、一時は400余りの支部と50万人の党員を抱えたとされる。しかし、1913年（民国2年）の第2回連合大会において、早くも江の指導に反発する勢力が出現する。反江派は中国社会党を離脱し、沙淦を指導者とする純粋社会党を組織した。結局、同年中に中国社会党と純粋社会党は、袁世凱により解散させられた。